# 蟻通神社 (泉佐野市)
蟻通神社（ありとおしじんじゃ）は、大阪府泉佐野市にある神社。旧社格は郷社。かつては蟻通明神と呼ばれていた。

## 祭神
- 主祭神 - 大国主命、蟻通明神

## 歴史

### 草創
社伝によれば第9代の開化天皇の御宇勧請により、弥生時代中期の紀元93年に、五穀豊穣・国土開発を祈る目的で祀られたのが当社の始まりであるという。もとは現在地より約1km北方にある熊野街道（当該区間は紀州街道と重複。現在の大阪府道64号和歌山貝塚線）に沿って広大な神域を有していた。
当時は樫井川水域上流の大井堰神社（日根神社）と「日の神」と「根の神」の対の神社として日根郷と呼びならわされており、現在も旧日根荘の住人に二社の二重氏子が存在する。
蟻通の名の初出は紀貫之集、第十、雑部に貫之が馬の急病に際して「これは、ここにいましつる神のし給ふならん、祈り申し給へよと」と考えて神の名を問うと、恐らく地元の住人が「ありどほうし神」と答えている。しかし、中世以前の資料の表記は「有通神」が主であり、「蟻通」の字は後の時代に一般的になった。
「蟻」と「ありどほうし神」に縁が生まれるのは、時代がやや下り清少納言が枕草子の中で孝子説話として、唐土より「七曲りの玉に糸を通す手段」の難題を吹きかけられた帝に、老父の知恵を借りた中将が「蟻に糸を結び玉の中を通らせる」方法を奏上した物語を紹介しており、これが「ありどほうしの神」の由来としている。
また、平安時代末には「蟻の熊野詣」と揶揄されるほど熊野詣が盛んとなり、道中で九十九王子参拝のため必ず蟻通神社の門前を通ることから「蟻」の字の印象が強くなったという説もある。
蟻通神社の在所である長滝荘は平安時代を通じて藤原氏の管理する所領であったが、天福年間（1233年 - 1234年）に九条道家が和泉国に下って以来、佐野湊を管理し長滝荘の下司職を兼ねた藤原家支流の日根家と隣接の日根荘を管理する藤原氏支流の九条家との長滝荘を巡る争いが勃発した。正和5年（1316年）に荘園の区域を定めるため作成された「日根野村絵図」には「穴神社（蟻通明神）」が長滝荘の中心として明記されている。

### 室町時代以降
延徳元年（1489年）に鎌倉幕府の認可を得て山内房顕が長滝荘の押領となり実質の支配者となった。永正6年（1509年）には長滝荘を管轄する紀伊国の根来寺から山内信貞が長滝荘惣分代官および蟻通明神・大井堰明神の目代を正式に任命されるにいたった。蟻通神社は十四村からなる豊かで広大な長滝荘の要として12819.5坪に及ぶ広大な社域を誇った。
天正5年（1577年）に織田信長による雑賀攻めの際、当社は巻き添えにあって建物や宝物類全てを焼失している。
その後豊臣秀吉政権のもと地域住民の手によって再興が進められ、慶長8年（1603年）に豊臣秀頼により本殿などが再建された。境内に寄進された石灯籠には慶長12年（1607年）に秀頼が施主となって造られた慶長石灯籠が残っている。しかし、慶長20年（1615年）に行われた大坂夏の陣での樫井の戦いで、佐野川での決戦が不利とみた豊臣軍は蟻通社域の森まで後退、そこで豊臣軍の騎馬を封じようと浅野長晟軍により当社は火をかけられて再び社殿が焼失した。
万治2年（1659年）に岸和田藩主岡部宣勝が社殿・玉垣・鳥居・能舞台・額歌仙の造営を命令、神宮寺宗福院の建立、六反歩の社領寄進。山内信貞の二男である当時の神主木戸喜助に「末代まで蟻通明神の祭祀を行うように」と御墨印を授与し、神社に隣接した神主宅の造成を藩の援助のもと行わせた。木戸喜助は以降、岡部宣勝の与えた木戸貞春を名乗り、現代まで木戸氏が蟻通神社の神主を務めている。
歴代藩主の保護も厚く数々の神宝・祭具・土地が寄進されている。
1866年（明治2年）に神仏分離の布告により宮寺の宗福院が取り壊される。その表門は現在も西の番「清福寺」に残されている。その後、当社は村社に列せられている。1907年（明治40年）から始められた神社合祀により、村内にあった神社が当社の境内に移設された。1917年（大正6年）に村社から郷社に昇格している。
1942年（昭和17年）に佐野陸軍飛行場（明野陸軍飛行学校佐野分教所）を建設するため現在地への移転が始められ、1944年（昭和19年）8月に遷座した。その際規模は縮小されたが、社殿・舞殿・門・灯籠などの建造物はほぼ元通りに配置された。移転前の旧神域の一画には「蟻通神社跡」の石碑が建てられている。
2015年（平成27年）に本殿、幣殿、舞殿など11件が国の登録有形文化財に登録された。
地域住民向けに絵手紙、着付けなどの教室活動を積極的に行っており、能の「蟻通」が縁で2012年（平成24年）から子ども能楽教室、また、2014年（平成26年）からは、毎年9月に地元有志の手によって舞殿での能楽奉納行事「ありとほし薪能」を継続して行い、第1回と第5回（2019年）には能「蟻通」が演じられた。

## 伝説
当社は紀貫之ゆかりの神社である。当社には、現在は壊されてしまって設置跡しかないがかつては紀貫之の像があり、石碑も建っている。
昔、紀貫之が紀伊国から引き揚げる道中うっかりと蟻通明神の神域に騎馬のまま乗り込んだため、急に馬が斃れてしまうという神罰を受ける。神の怒りを悟った貫之はとっさに「かきくもり　あやめもしらぬ　おほそらに　ありとほしをば　おもふべしやは」（二重の意味を読み込んだ歌で、曇り空に星を思う（有りと星）というのが表の意味、もう一つは「蟻通」明神とはつゆ知らず、それゆえ怒りを買ったことを謝罪する意味）と詠み、神は心を和らげて馬を復活させたという。
後に世阿弥がこの故事を素材に能曲「蟻通（ありどおし）」を作曲したため有名になり、笠森お仙を描いた鈴木春信の浮世絵「雨中夜詣（見立て蟻通し）」としても取り上げられている。

## 境内
- 本殿（国登録有形文化財） - 岸和田藩主岡部宣勝によって寛文9年（1669年）再建。1942年（昭和17年）現在地に移築。1950年（昭和25年）改修。一間社隅木入春日造[4]。
- 幣殿（国登録有形文化財） - 1942年（昭和17年）建立。
- 透廊（国登録有形文化財） - 1942年（昭和17年）建立。
- 後門（国登録有形文化財） - 1942年（昭和17年）建立。
- 拝殿（国登録有形文化財） - 江戸時代末期再建。1907年（明治40年）改修。1942年（昭和17年）に現在地に移築のうえ正面中央に唐破風造向拝を増築。
- 舞殿（国登録有形文化財） - 江戸時代初期再建。1942年（昭和17年）現在地に移築。
- 六社明神
- 石の祠
- 北手水舎（国登録有形文化財） - 江戸時代末期建立。1942年（昭和17年）現在地に移築。
- 裏門（国登録有形文化財） - 嘉永6年（1853年）再建。1942年（昭和17年）現在地に移築。
- 土蔵
- 社務所
- 絵馬殿（国登録有形文化財） - 文久元年（1861年）再建。1942年（昭和17年）現在地に移築。
- 回廊
- 表門（国登録有形文化財） - 嘉永5年（1852年）再建。1942年（昭和17年）現在地に移築。
- 太鼓橋（国登録有形文化財） - 江戸時代末期建立。1942年（昭和17年）現在地に移築。
- 冠之渕 - 池。紀貫之が被っている冠を渕（池）の中へ落としたことから名付けられた。1942年（昭和17年）にもとのように作られたもの。
- 弁財天社
- 南手水舎（国登録有形文化財） - 1940年（昭和15年）再建。1942年（昭和17年）現在地に移築。手水鉢には元禄7年（1694年）の銘がある。
- 足神神社

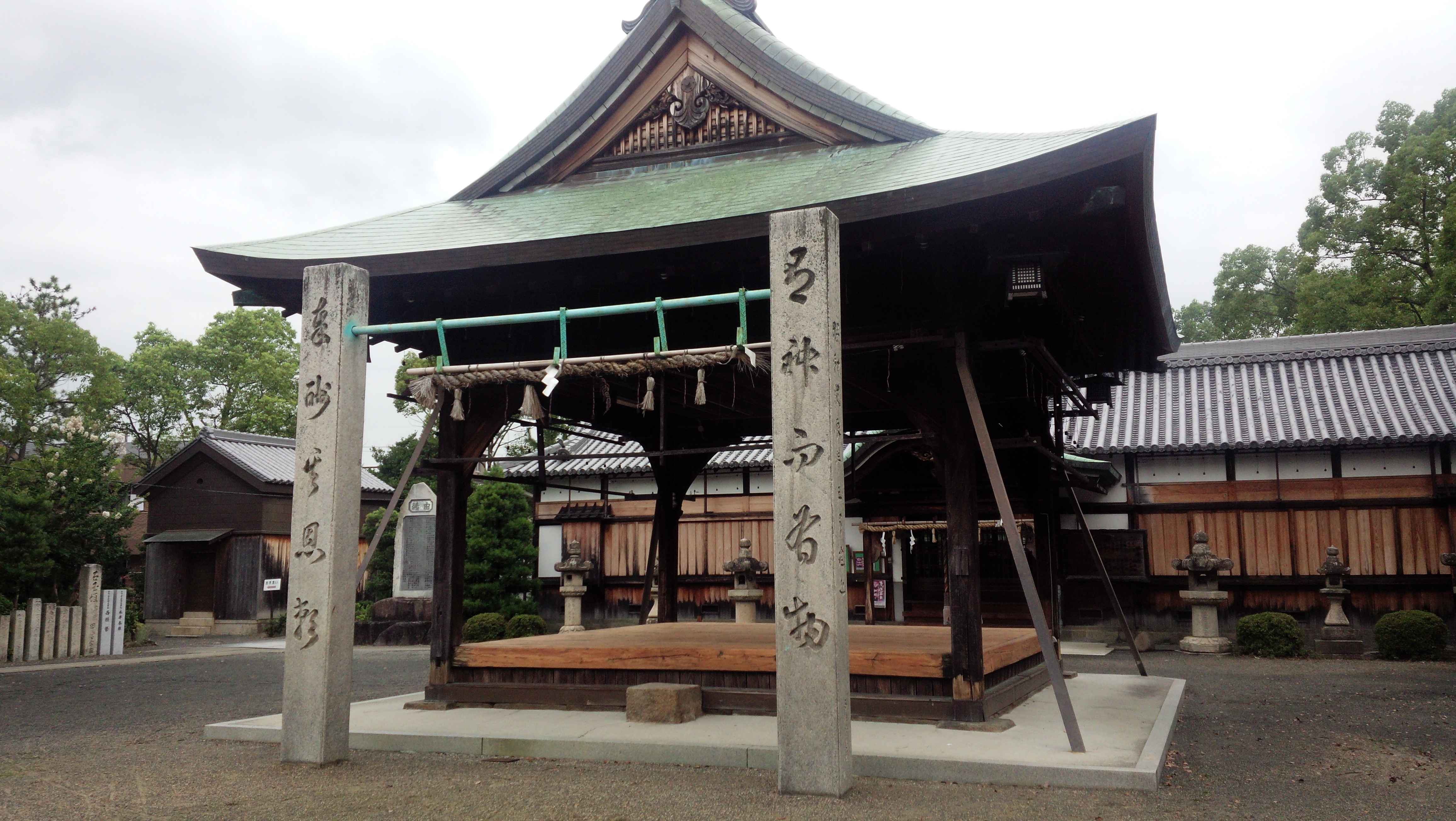
舞殿（国登録有形文化財）
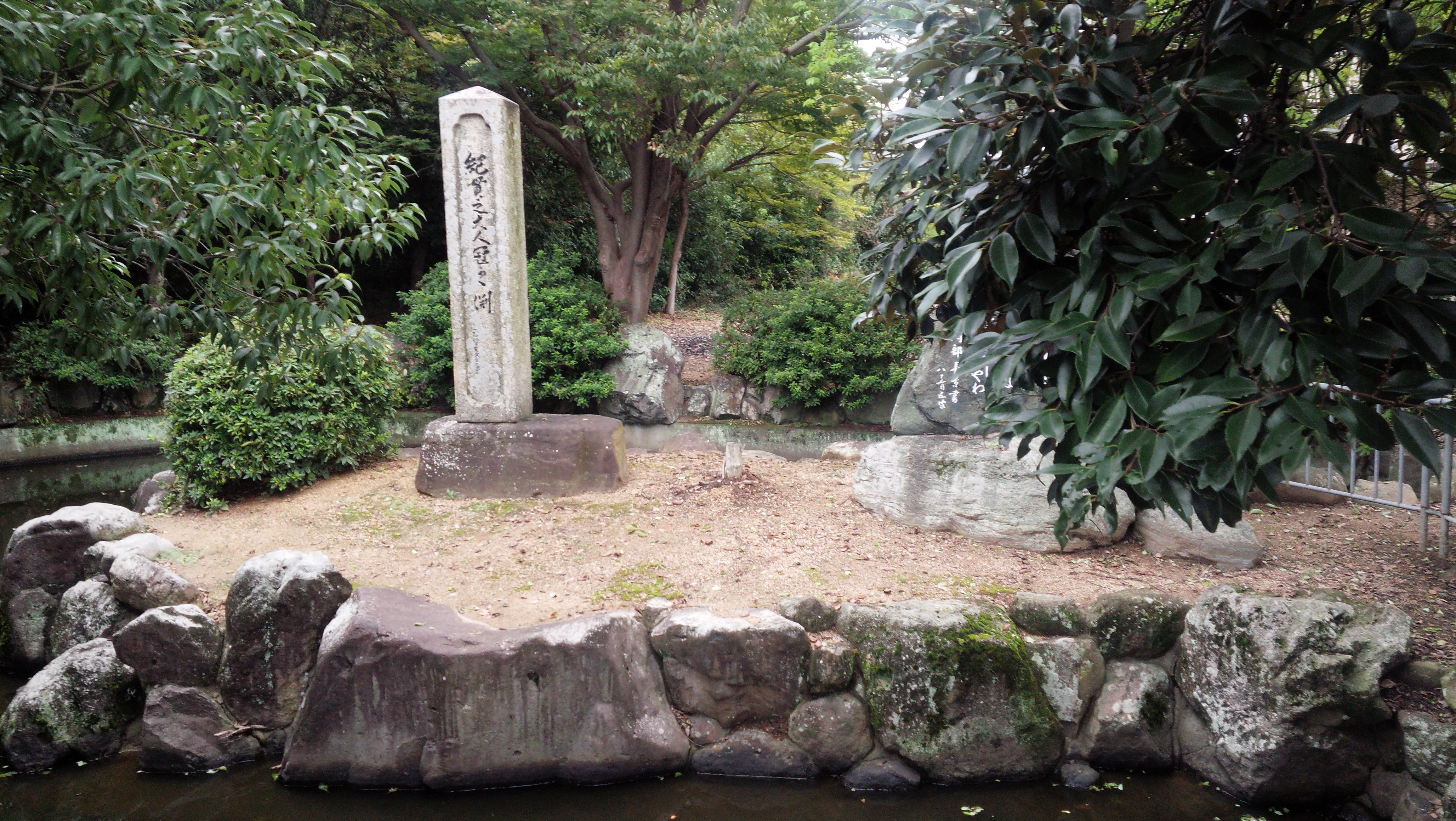
紀貫之が落馬時に冠を落としたとされる「冠之渕」（かんむりのふち。移転の際に復元）
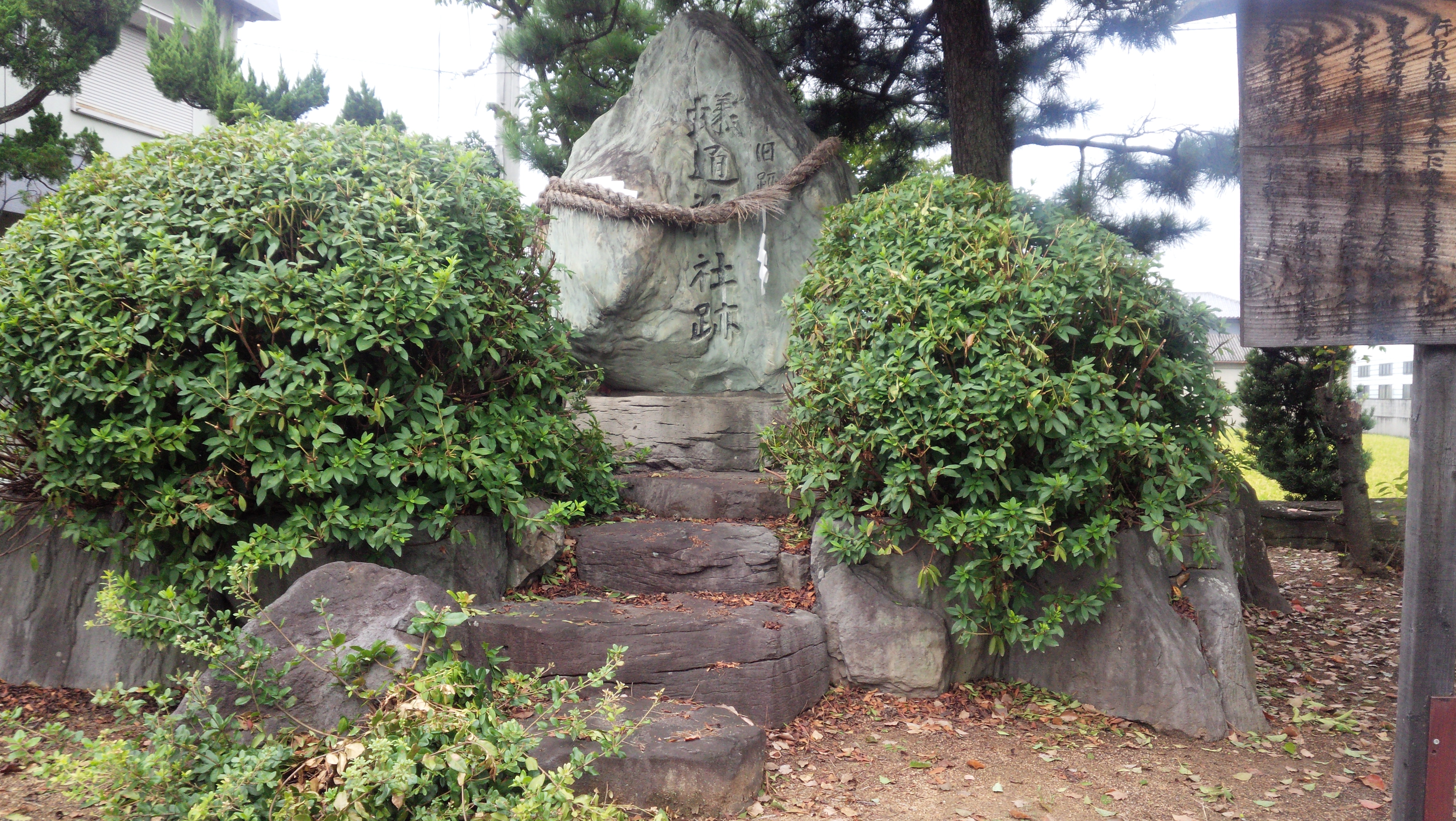
国道481号空連道長滝交差点の約60m南方に建つ「蟻通神社跡」の石碑
北緯34度23分40秒 東経135度18分58秒 / 北緯34.3945度 東経135.3162度

## 文化財

### 国登録有形文化財
- 蟻通神社 11件
  - 本殿
  - 拝殿および幣殿
  - 透廊
  - 後門及び東西透塀 - 1942年（昭和17年）建立。
  - 舞殿
  - 絵馬殿
  - 表門
  - 裏門
  - 南手水舎
  - 北手水舎
  - 太鼓橋

### 泉佐野市指定有形文化財
- 板地著色神馬図絵馬 3枚
- 板地著色三十六歌仙図絵馬 36枚 附:桐箱
- 蟻通奉納百首和歌

## 祭事
- 4月第2日曜 - 祈年祭（大祭）
- 9月下旬 - ありとほし薪能
- 10月 - 秋祭り（地車祭）

## アクセス
- JR西日本阪和線 長滝駅から徒歩15分。またはコミュニティバスで蟻通神社前下車。